# Плеистоанакт
Плеистоанакт (грч. Πλειστοάναξ) био је спартански краљ из династије Агијада који је владао од 455. до 445. п. н. е. и од 426. до 409. п. н. е.

## Биографија
Плеистоанакт је био присталица мира са Атином током Првог пелопонеског рата. Године 446. п. н. е. протеран је из Спарте под оптужбом да је примио мито. Године 426. п. н. е., по савету Делфијског пророчанства, позван је натраг у Спарту. Његови непријатељи су га и даље сматрали кривим за спартанске недаће. Ипак, Плеистоанакт се све време залагао за мир са Атином. Умро је 409. п. н. е. Наследио га је син Паусанија.